# Jozef Gabčík
Jozef Gabčík est un soldat et résistant tchécoslovaque, né le 8 avril 1912 à Poluvsie, dans l'actuelle Slovaquie, et mort le 18 juin 1942 à Prague.
Formé par les Britanniques, il est parachuté près de Prague pour participer le 27 mai 1942 à l’attentat contre le général SS Reinhard Heydrich, directeur du RSHA, vice-gouverneur de Bohême-Moravie, et l'un des personnages les plus importants de la SS, après Heinrich Himmler. C'est Gabčík qui se jette devant le véhicule de Heydrich ralenti après un virage en épingle, l'arrête et tente sans succès de le mitrailler. Son collègue Kubiš, resté à l'arrière, lance alors la grenade antichar qui blesse le « bourreau de Prague », lequel meurt de ses blessures une semaine plus tard.
Trois semaines après l'attentat, à la suite d’une dénonciation, Gabčík meurt au combat avec ses camarades, alors qu'ils sont encerclés dans la cathédrale Saints- Cyrille-et-Méthode.

## Biographie

### Premières années
Gabčík naît dans le royaume de Hongrie, à Palosnya (actuelle Poluvsie, district de Žilina en Slovaquie). Il reçoit une formation de maréchal-ferrant et de forgeron. Il travaille à l’usine chimique de Žilina jusqu’en 1939. Après le déclenchement de la guerre, il fuit la Tchécoslovaquie en 1939 pour rejoindre la Pologne puis la France. Il s'engage dans la Légion étrangère en Algérie puis rejoint Agde pour faire partie de l'armée tchécoslovaque à l'étranger et prend part à plusieurs batailles en France. Affecté au 1st Battalion of the 1st Czechoslovak Mixed Brigade en Angleterre, il reçoit un entraînement de parachutiste. Il obtient l’équivalent du grade de sergent-chef.
Les Tchécoslovaques sont stationnés au château de Cholmondeley dans le Cheshire. Au cours d'une évaluation de sa hiérarchie en 1941, Gabčík est jugé comme étant intelligent et discipliné. Il est également dit qu'il n'a pas les mêmes capacités intellectuelles que certains de son groupe et qu'il a parfois du mal à assimiler de nouvelles compétences, le rapport conclut que la forme de son crâne en serait ainsi la cause. Enfin, Gabčík est décrit comme étant un bon meneur et obéissant aux ordres reçus.

### L'opération Anthropoid

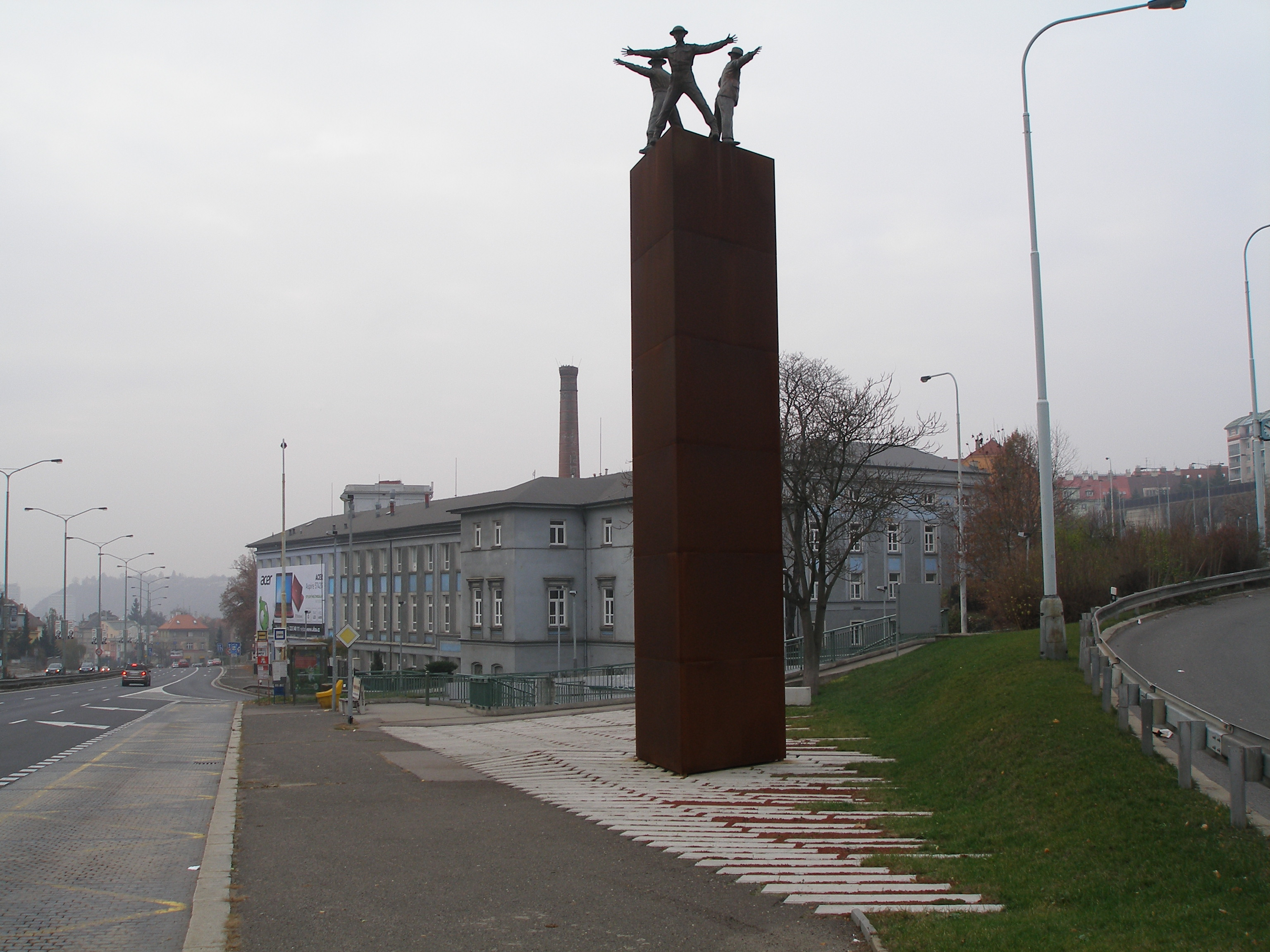
Mémorial de l'opération Anthropoid ; le lieu de l’attaque se trouve probablement à l'emplacement actuel du monument : en effet, le réseau routier a été remanié avec des rampes d’accès là où, pendant la guerre, existait une simple intersection entre deux avenues ; une courbe parallèle à celle qui existait à l'époque est visible à environ 50 m après le monument, en aval.

Le 2 octobre 1941, Jozef et Karel Svoboda sont choisis pour être les principaux protagonistes de l'opération Anthropoid, opération visant à assassiner le général de police SS Reinhard Heydrich, directeur du RSHA et vice-gouverneur de la Bohême-Moravie, le principal adjoint du Reichsführer-SS Heinrich Himmler. Il est prévu que l'opération ait lieu le 28 octobre 1941, le jour de la fête d’indépendance de la Première République tchécoslovaque. Finalement avant le début de l'opération, Svoboda se blesse lors d'un entraînement et il est remplacé par Jan Kubiš. Dans l'attente des faux-papiers pour Kubiš, les deux hommes continuent leur entraînement en Écosse ; ils s'entraînent en particulier au maniement de différentes armes : le pistolet-mitrailleur Sten, le fusil-mitrailleur Bren ou encore au pistolet puis par la suite aux explosifs.
Jozef Gabčík, Jan Kubiš et sept autres soldats de l’armée tchécoslovaque en exil ainsi que des soldats de deux autres groupes appelés Silver A et Silver B quittent l'Angleterre à bord d'un Handley Page Halifax dans la nuit du 28 décembre 1941 pour être parachutés par la Royal Air Force en territoire tchécoslovaque. À Prague, ils contactent des familles et des organisations de résistance qui, sans connaître la mission des deux hommes,  les aident à préparer l’assassinat de Heydrich.
Le matin du 27 mai 1942, Heydrich effectue son trajet habituel entre sa maison à Panenské Břežany et la colline du château de Prague, à proximité duquel se trouvent ses bureaux. Gabčík et Kubiš attendent à l’arrêt de tramway situé dans une courbe près de l’hôpital Bulovka. À 10 h 35, quand la Mercedes-Benz décapotable de Heydrich s’approche des deux hommes, Gabčík se place devant le véhicule et essaye d’ouvrir le feu, mais son pistolet-mitrailleur Sten s’enraye. Heydrich ordonne à son chauffeur, Johannes Klein, d’arrêter la voiture. Quand il se lève pour essayer d’abattre Gabčík, Kubiš lance une grenade anti-char vers la voiture, qui explose près de la roue arrière et projette des débris de métal et des fragments de fibres du siège sur Heydrich. Kubiš est également blessé lors de l’explosion. Heydrich, ignorant apparemment ses blessures, descend de voiture, tire et tente de poursuivre Gabčík mais s’effondre rapidement. Klein revenant de sa tentative manquée pour rattraper Kubiš, Heydrich lui ordonne de poursuivre Gabčík. Klein est touché deux fois par Gabčík qui utilise alors son Colt,. À ce moment, les parachutistes sont persuadés d’avoir échoué. Heydrich est transporté à l’hôpital voisin Bulovka, une heure plus tard. Sa blessure n’est pas mortelle mais des éclats de carrosserie ont également fait pénétrer dans la plaie des particules du rembourrage du siège, constitué de crins de cheval. Il subit une opération, se rétablit progressivement et, six jours plus tard, prend son déjeuner assis dans son lit, mais son état s'aggrave alors brutalement et le fait tomber dans le coma. La septicémie est foudroyante et rapidement généralisée. Il meurt le matin du 4 juin 1942, soit huit jours après l’attentat.

### Siège de l'église Saints-Cyrille-et-Méthode et mort

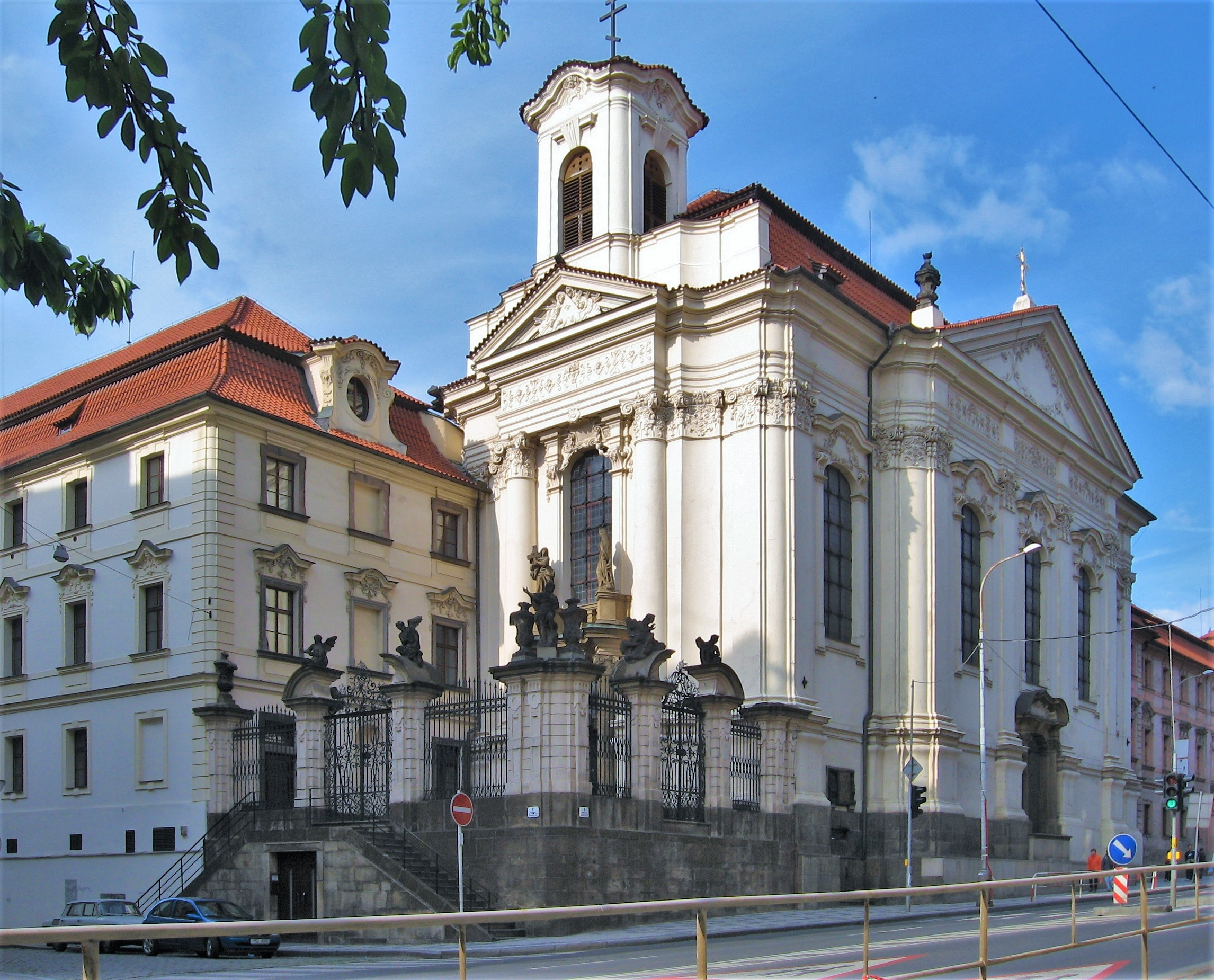
L'église Saints-Cyrille-et-Méthode à Prague, dans laquelle sont morts, les armes à la main, les trois membres du commando qui a assassiné Heydrich.

Les Allemands lancent la recherche intensive des deux hommes. Après la dénonciation de Karel Čurda, ils les débusquent en compagnie d’autres parachutistes cachés dans l'église Saints-Cyrille-et-Méthode de Prague. Après six heures de combats durant lesquels les Allemands ont au moins 14 hommes tués et 21 blessés, Gabčík et quatre de ses compagnons, à court de munitions et n'ayant aucun moyen de s'enfuir, se suicident avec leurs dernières cartouches pour éviter d’être faits prisonniers. Kubiš est blessé dans les combats et meurt peu de temps après son arrivée à l’hôpital.

## Hommages
Le nom de Gabčík a été donné :
- au village de Gabčíkovo, dans le sud de la Slovaquie[13] ;
- à une force spéciale de l’armée slovaque basée à Žilina[14].

À l'occasion du 75e anniversaire de l'attentat en 2017, le président slovaque Andrej Kiska promeut Jozef Gabčík au rang de général major de l'armée slovaque à titre posthume.
À l'endroit où a eu lieu l’attaque du véhicule de Heydrich, un monument en l'honneur des parachutistes du commando a été érigé par l’État tchèque en 2009 ; en outre, à une centaine de mètres à l'ouest du virage où étaient placés les trois parachutistes, trois rues portent désormais leurs noms : les rues Kubišova, Gabčíkova et Valčíkova.

Les Mercedes de Heydrich
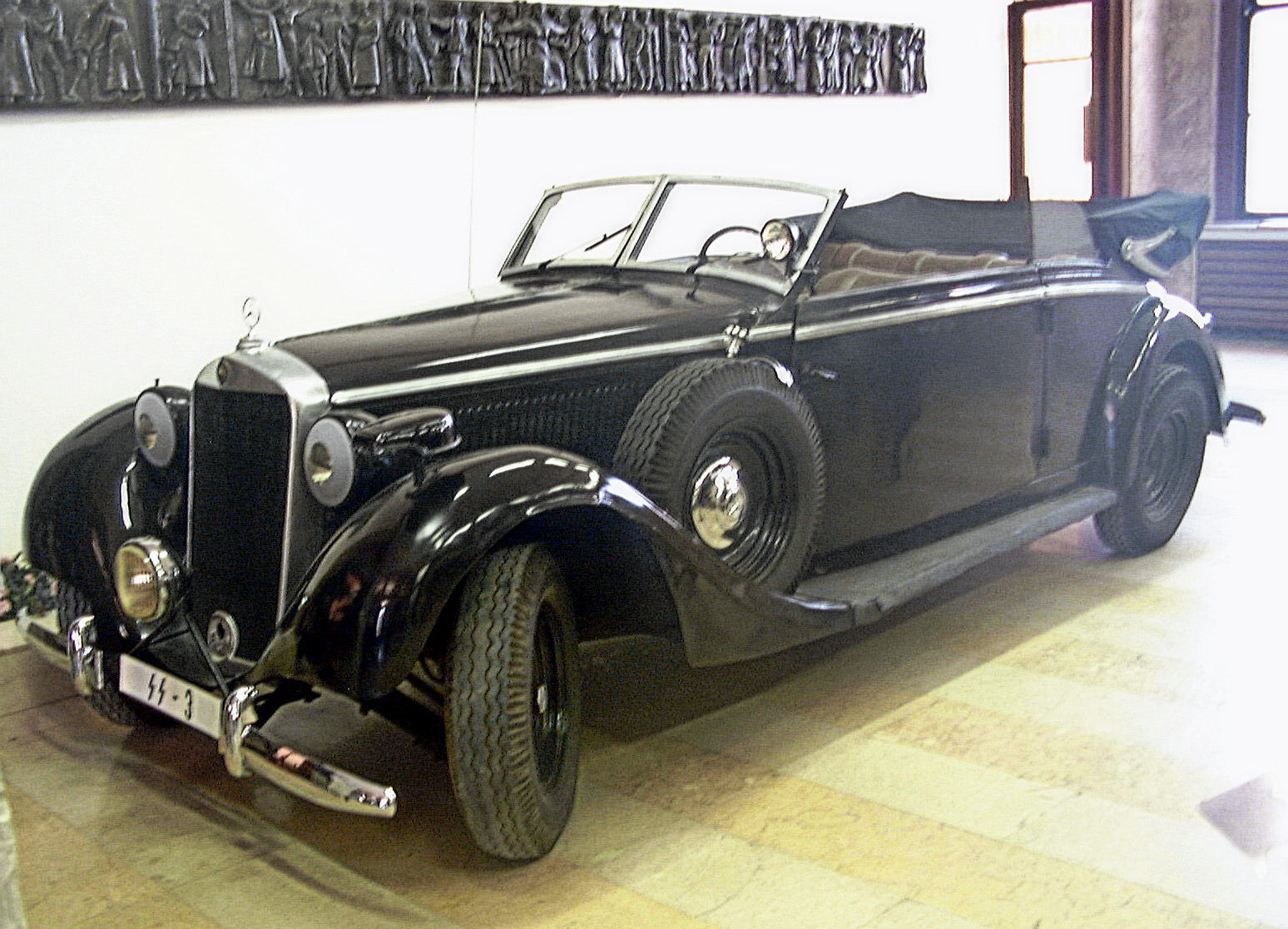
L'une des Mercedes de Heydrich, similaire à celle qu'il occupait lors du guet-apens.
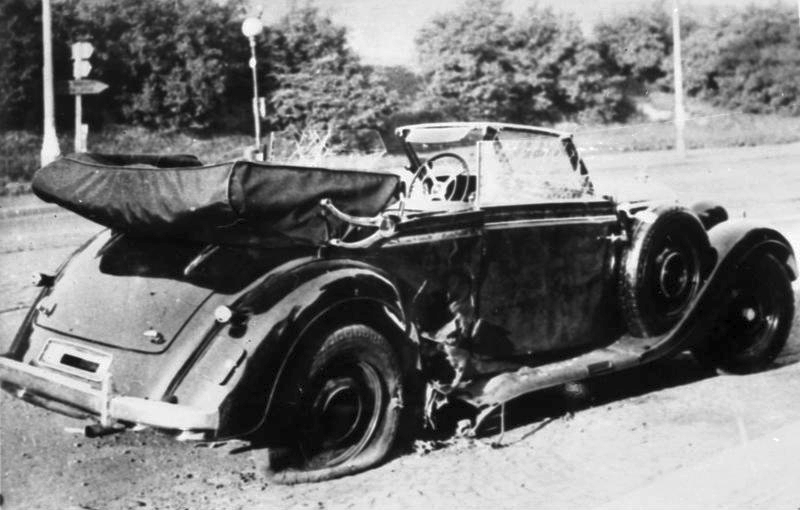
La Mercedes de Heydrich après l'assaut. Les dégâts dus à l'explosion de la bombe sont visibles devant la roue arrière du véhicule.

Traces des combats et plaque commémorative
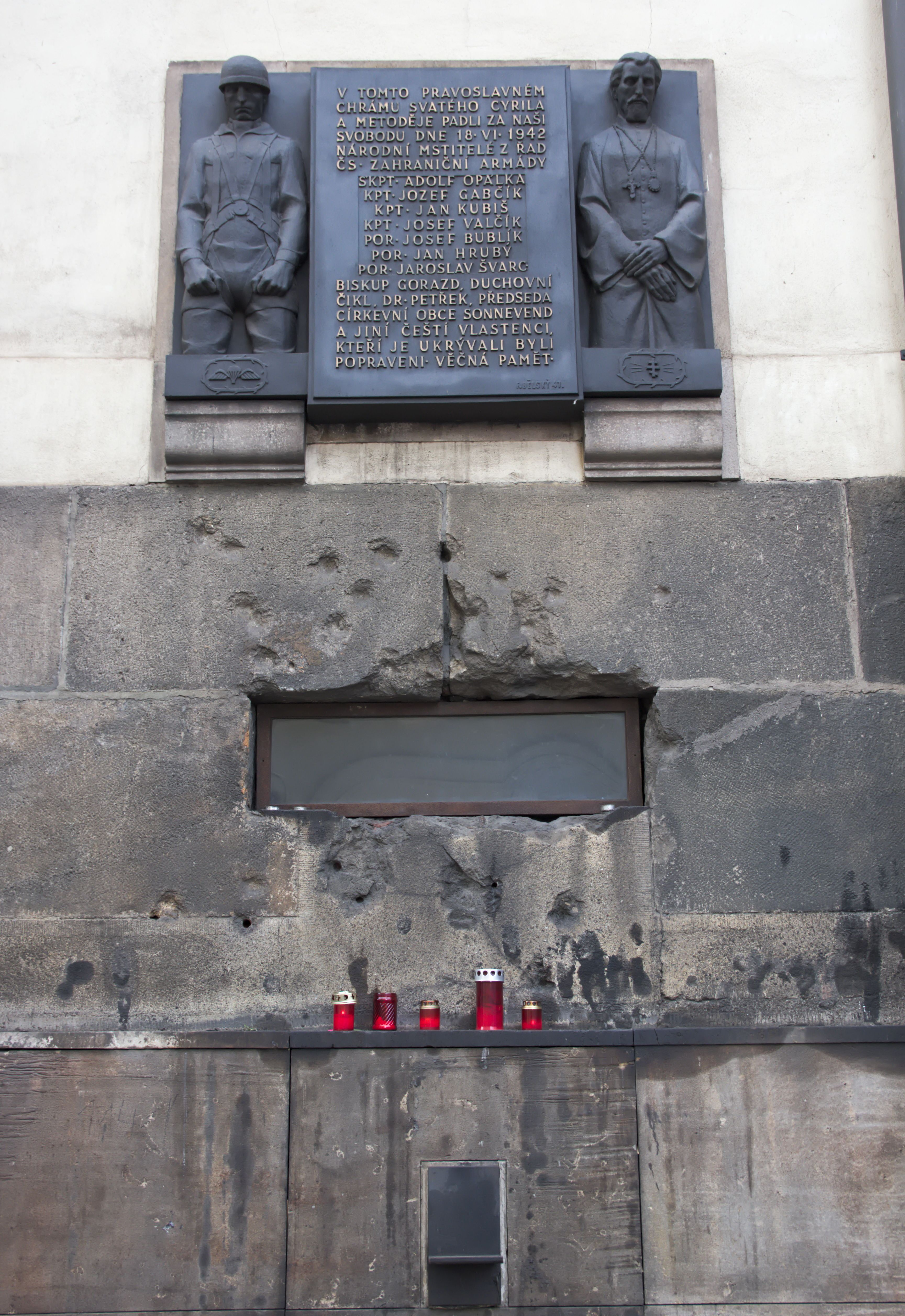
Mur de l'église Saints-Cyrille-et-Méthode de Prague, portant des impacts de balles. Au-dessus, une plaque commémorant le sacrifice des résistants et des prêtres.

## Dans la culture populaire

### Filmographie
- HHhH, film français réalisé par Cédric Jimenez, sorti en 2017 (interprété par Jack Reynor), scénario d’après le roman de Laurent Binet, HHhH (paru en 2010).
- Anthropoid, film franco-tchéquo-britannique réalisé par Sean Ellis, sorti en 2016 (interprété par Cillian Murphy).